# 外装専科
株式会社外装専科（がいそうせんか）は、東京都文京区大塚に本拠を置く、建物の外壁改修工事を専門に手がける企業。本州、北海道、九州に営業所、出張所など13拠点を置く。ユニークな工法と低コスト独自工法が「日経スペシャル ガイアの夜明け」、NHK WORLD TV「Japan Biz Lab」ほか、多くのメディアで注目された。

## 概要
2018年5月に国土交通省が初めて実態調査に乗り出し注目を集めたマンション大規模修繕工事の問題点に関し、早くより数々のメディアで業界への問題提起を行い、建設業界では常識であった元請、下請、孫請といった高コスト構造を否定し、マンション管理組合に寄り添う工事方式や直接受注、直接施工を原則に適正な見積もりと情報公開を実践。低コスト独自工法で業績を伸ばした。
伊藤洋之輔により1998年に伊藤工業所として個人で創業。防水工事・塗装工事開始。2003年5月千葉市で有限会社外装専科設立。2005年6月本社を東京都北区王子に移転すると共に現在の形態である株式会社に組織変更。その後、全国に営業所を開設。2005年には「日本国際博覧会（愛・地球博、愛知万博）」のイタリア館の補修工事を受注。年々売上げを伸ばし平成31年4月期は24億円を突破する見通し。
老朽化したマンションの大規模修繕工事に関して、一部の管理会社や改修の工事設計事務所が利益至上主義から、管理組合が業者の言いなりとなり、修繕積立金を無駄に使い切ってしまう現状が少なからずあった。同社はこうした実態が一部で常態化している点に着目、マンション管理組合に寄り添う工事方式を提案し、「直接受注」、「直接施工」を原則とする適正な見積もりと情報公開を行うことで多くの顧客の支持を得て急速に業績を伸ばした。
同社の方式は、マンションの管理組合や建物のオーナーと直接契約し、工事は下請や孫請をほとんど使うことなく専属の職人が中心となって施工を行うことでコストダウンを図るとともに、職人の収入の確保にも充分な配慮した上で質を落とさない工事を可能とした。また、作業足場は組立足場だけでなく安全性も高く費用も安い、ロープを使った「ブランコ足場」や「ゴンドラ工法」を外壁の補修工事や塗装工事に採用している。さらに自社開発した1回塗りで仕上がる塗装工法「ワンコートシステム」（商標登録済み）や同社の特許工法（リサイクルカット（特許 第3812947号））で、外装タイルの色違いを発生させない工事を可能とした。また、同社が施工した過去の工事をすべて工事経歴書で開示することは、業界の常識を覆すものであった。
同社の独自工法と消費者目線に立った施工提案は、ユニークな試みとして「日経スペシャル ガイアの夜明け」、NHK WORLD TV「Japan Biz Lab」、韓国KBS-TV「特集ドキュメンタリー」など多数のメディアに紹介され注目を集めた。
創業者伊藤洋之輔は映画監督で時代劇の父といわれる伊藤大輔の甥にあたる。

## 沿革
- 1998年 - 伊藤洋之輔により伊藤工業所創業。
- 2003年 - 5月、千葉市で有限会社外装専科設立。
- 2005年 - 6月、本社を東京都北区王子に移転。株式会社に組織変更。「2005年日本国際博覧会（愛・地球博、愛知万博）」のイタリア館の補修工事をイタリア企業より受注。
- 2007年 - 4月、本社を東京都文京区本駒込に移転。
- 2012年 - 2月、大阪営業所開設。
- 2013年 - 
  - 2月、名古屋営業所開設。
  - 3月、福岡営業所開設。
- 2015年 - 
  - 1月22日、ダイヤモンド経営者倶楽部（ダイヤモンド社主催）より2014年度優秀企業賞受賞[2][6]。
  - 4月、横浜営業所開設 。
  - 10月、札幌営業所開設。
- 2016年 - 
  - 3月、広島営業所開設。
  - 6月、本社を現在の東京都文京区大塚に移転。
- 2017年 - 1月、静岡営業所開設。
- 2018年 - 
  - 4月、大分営業所開設。
  - 11月、旭川、函館、長崎、鹿児島に出張所を開設。
- 2020年 - 奈良営業所開設。

（出典）

## 所在地

### 東京本社
東京都文京区大塚5-3-13 ユニゾ小石川アーバンビル7F

### 札幌営業所
北海道札幌市中央区北1条東1-4-1 サン経成ビル403

### 横浜営業所
神奈川県横浜市神奈川区台町8-14 ベイシティ滝川302

### 静岡営業所
静岡県熱海市下多賀897-7 大浜ビル

### 名古屋営業所
愛知県名古屋市南区柵下町3-4-2 101号室

### 大阪営業所
大阪府大阪市淀川区西中島1-13-21 永田ビル201

### 奈良営業所
奈良県香芝市藤山1-17-3　下田ビル1-A

### 広島営業所
広島県広島市西区井口5-22-3 101号室

### 福岡営業所
福岡県福岡市博多区上牟田2-7-1 キアラビル2号室

### 大分営業所
大分県大分市鶴崎352-1

### 出張所
旭川、函館、長崎、鹿児島
（出典）

## メディア出演

### テレビ
- 2010年9月14日 - テレビ東京「日経スペシャル ガイアの夜明け」
- 2015年9月15日 - テレビ東京「ワールドビジネスサテライト」
- 2016年 - 韓国KBS-TV「特集ドキュメンタリー」
- 2017年6月16日 - NHK WORLD TV「Japan Biz Lab」

（出典）